# Vuelta al País Vasco 1924
La I Vuelta al País Vasco o Gran Premio Excelsior, disputada entre el 7 de agosto y el 10 de agosto de 1924, estaba dividida en 3 etapas para un total de 623 km.
Para esta primera edición se inscribieron 69 ciclistas, de los que finalmente participaron 38 y finalizaron la prueba 29 de ellos.
El vencedor final fue el ciclista francés Francis Pelissier, basando su victoria en la primera etapa con final en Pamplona y conservando su distancia.

## Pasos previos
El gran precursor de la prueba, el periódico "Excelsior" compuso un potente comité organizador, en el que estaban integradas las más relevantes personalidades vizcaínas del deporte de la época. Su pretensión era organizar la carrera más importante que se había organizado en España.
Sin duda lo más complicado fue atraer a ciclistas de primer nivel, que hasta entonces apenas habían disputado carreras en territorio español. No obstante hubo tres circunstancia fundamentales que facilitaron la labor, en primer lugar el tesón del comité organizador, en segundo lugar la colaboración de L'Auto y por último el interés comercial que suponía la Vuelta al País Vasco para la casa Automoto. 
Automoto y su filial Christophe, tenían por entonces en sus filas a los mejores ciclistas franceses de la época. Entre ellos estaban los hermanos Pelissier, el mayor Henri y Francis, Victor Fontan, Jean Brunier, Henri Colle, Charles Lacquehay. La nómina de los foráneos se completaba con Simon Tequi de France Sport que se apuntó a última hora.
Entre los nacionales destacaban los catalanes Miguel Mucio y Teodoro Monteys y los locales estaban Segundo Barruetabeña, Lucas Jauregui y José Luis Miner.
La organización dispuso de dos clasificaciones, la general y la nacional, a la que sólo podían optar los corredores españoles, el premio para el ganador de la primera era de 2.000 pesetas y de 1.000 pesetras para el nacional. Al mismo tiempo, todos los corredores podían disputar diversas primas en los pasos de algunos pueblos, que estos mismos organizaban. Finalmente la organización dispuso que el primero de la general portaria un maillot rojo como distintivo.

## Desarrollo de la prueba

### 1.ª etapa: Bilbao-Vitoria-Pamplona
-Itinerario: Bilbao, Sodupe, Oquendo, Llodio, Orduña (control de firma), Munguía, Vitoria (control de aprovisionamiento y 20 minutos de parada obligatoria), Salvatierra, Alsasua, Irurzun y Pamplona.
A priori era la etapa que presentaba menores dificultades orográficas, con el último puerto a más de cien kilómetros de la meta, que tampoco eran de excesiva dureza.
Tras la salida en Bilbao, en las cuestas de Castrejana, ya se produjo el primer ataque por parte de los franceses Henri Pélissier, Francis Pelissier, Victor Fontan, Jean Brunier y Charles Lacquehay, que mantuvieron su ventaja hasta Orduña, donde Brunier se rezagó por problemas mecánicos, si bien enlazo con los cuatro fugados antes de Vitoria, donde estaba el control y parada obligatoria de veinte minutos. Tras ellos llegaba Miguel Mucio a 2' 00s y a 5' 40s Simon Tequi.
Una vez pasados los veinte minutos , se reinició la marcha, saliendo cada corredor con el tiempo de retraso que tenía con respecto al primer grupo, si bien en la meta hubo bastantes reclamaciones que los comisarios atendieron, corrigiendo la clasificación. En futuras ediciones se suprimió la parada para evitar nuevos problemas.
Poco antes de llegar a Vitoria, se escapó Francis Pelissier, que fue aumentando su ventaja, gracias al control de su hermano Henri y compañers de equipo. A la meta de Pamplona llegó con 15 minutos de ventaja sobre el grupo de su hermano. A lo largo de todo el recorrido el número de aficionados y público en general superó con creces las previsiones más optimistas.

### 2.ª etapa: Pamplona-San Sebastián
-Itinerario: Pamplona, Aoiz, Burguete (aprovisionamiento), Roncesvalles, Arnéguy, San Juan de Pie de Puerto, Larzabale, Maule (control de firma y aprovisionamiento), Donapaleu, Hasparren, Kanbo, Bayona (control de firma), San Juan de Luz, Behovia y San Sebastián.
Fueron de la partida 31 corredores y nada más darse el banderazo de salida, los franceses intentaron repetir lo del día anterior, pero esta vez sin éxito llegándose en pelotón al pie del puerto de Ibañeta.
A lo largo de la ascensión, el pelotón se dividió en dos. Por delante los hermanos Pelissier, Lacquehay, Colle, Tequi, Fontan, Teodoro Monteys, Eduardo Rubio, Guillermo Antón, Jaime Janer, Juan De Juan y Lucas Jauregui. Fue después del paso por el Col de Osquich (célebre en el Tour), cuando se rompió definitivamente la
la carrera, quedando en cabeza los cinco franceses los dos Pelissier, Lacquehay, Tequi y Fontan, con el suizo Colle y el catalán Janer.
En Maule estaba el segundo control de aprovisionamiento y los de cabeza se lo tomaron con calma, excesiva, puesto que lograron cogerles Jauregui, Monteys y Mucio. Por lo que se había formado un pelotón de diez unidades, mientras Brunier seguía de cerca a los fugados.
Tras diversos demarrajes de Simon Tequi demarró se partió el grupo en dos, quedándose atrás el líder Francis Pelissier. No obstante hizo una gran demostración de su buen estado de forma y les dio caza en solitario antes de Hendaya. Tras ello se redujo el ritmo y pudieron empalmar Janer y Monteys, pero el primero de ellos pinchó y quedó finalmente descolgado.
Así pues la disputa de la etapa en San Sebastián sería entre los cinco franceses, el suizo Colle y el catalán Teodoro Monteys. tras un ataque de Simon Tequi atacó fue Henri Pelissier el que venció en la etapa. De momento los hermanos Pelissier parecían dispuestos a llevarse todo, contando ya con dos victorias en dos etapas y el maillot rojo de líder de la general.

### 3.ª etapa: San Sebastián-Bilbao
-Itinerario: San Sebastián, Deva, Lequeitio (control de firma y aprovisionamiento), Arteaga, Guernica y Luno, Bermeo (control de firma), Munguía, Plencia (control de firma), Algorta y Bilbao.
Después de un día de descanso, fueron 29 los ciclistas que tomaron la salida. La general estaba clara para los "Automoto", sin embargo los "nacionales" debían luchar por su clasificación que todavía no tenía dueño fijo, aunque Teodoro Monteys partía con ventaja.
Los vascos se dejaron ver en toda la etapa. El local Segundo Barruetabeña, de Ibarruri, quería pasar el primero por Guernica y lo logró después de lanzarse bravamente por la cuesta de Cortezubi.
Al paso por Plencia ya estaba formado el grupo que se iba a disputar la etapa. En él estaban los seis franceses, el suizo y los "nacionales" Domingo Gutiérrez, Jaime Janer, Miguel Mucio, Graciano Eceiza, Teodoro Monteys y Segundo Barruetabeña, aunque este último pinchó en Las Arenas y ya no pudo enlazar.
La meta estaba situada en el Campo de Volantín de Bilbao. El sprint fue formidable y el desenlace totalmente inesperado con la victoria de Simon Tequi. Su mérito fue grande, como así fue el enfado de Henri Pelissier por perder la victoria de etapa y no poder copar todos los puestos de honor de la vuelta.
El triunfo en la general final fue de Francis Pelissier y victoria en la clasificación "nacional" de Teodoro Monteys.

## Etapas
| Etapa     | Fecha    | Recorrido              | km  | Vencedor de la Etapa | Líder de la general |
| --------- | -------- | ---------------------- | --- | -------------------- | ------------------- |
| 1.ª etapa | 07/08/24 | Bilbao-Pamplona        | 182 | Francis Pelissier    | Francis Pelissier   |
| 2.ª etapa | 08/08/24 | Pamplona-San Sebastián | 268 | Henri Pélissier      | Francis Pelissier   |
| 3.ª etapa | 10/08/24 | San Sebastián-Bilbao   | 173 | Simon Tequi          | Francis Pelissier   |

## Clasificaciones
| \| 1. \| Francis Pelissier \| Francia \| 22h 46' 36" \| \| 2. \| Henri Pélissier \| Francia \| + 14' 54" \| \| 3. \| Charles Lacquehay \| Francia \| + 14' 54" \| \| 4. \| Víctor Fontan \| Francia \| + 14' 54" \| \| 5. \| Simon Tequi \| Francia \| + 19' 11" \| \| 6. \| Jean Brunier \| Francia \| + 21' 43" \| \| 7. \| Teodoro Monteys \| España \| + 22' 02s \| \| 8. \| Henri Colle \| Francia \| a 24' 54" \| \| 9. \| Miguel Mucio \| España \| + 26' 41" \| \| 10. \| Jaime Janer \| España \| + 40' 39" \| |                   |         |             |
| 1. | Francis Pelissier | Francia | 22h 46' 36" |
| 2. | Henri Pélissier   | Francia | + 14' 54"   |
| 3. | Charles Lacquehay | Francia | + 14' 54"   |
| 4. | Víctor Fontan     | Francia | + 14' 54"   |
| 5. | Simon Tequi       | Francia | + 19' 11"   |
| 6. | Jean Brunier      | Francia | + 21' 43"   |
| 7. | Teodoro Monteys   | España  | + 22' 02s   |
| 8. | Henri Colle       | Francia | a 24' 54"   |
| 9. | Miguel Mucio      | España  | + 26' 41"   |
| 10. | Jaime Janer       | España  | + 40' 39"   |

| \| 1. \| Teodoro Monteys \| Unió Sportiva de Sans \| 23h 08' 38" \| \| 2. \| Miguel Mucio \| Unió Esportiva de Sans \| + 4' 39" \| \| 3. \| Jaime Janer \| Unió Sportiva de Sans \| + 19' 13" \| \| 4. \| Lucas Jauregui \| Tolosa FBC \| + 38' 17" \| \| 5. \| Domingo Gutiérrez \| Athletic Club \| + 44' 32" \| \| 6. \| Segundo Barruetabeña \| Arenas Club \| + 51' 40" \| \| 7. \| Ricardo Montero \| Real Unión de Irún \| + 1h 15' 11" \| \| 8. \| Manuel Fernández \| Independiente \| + 1h 32' 24" \| \| 9. \| Demetrio Del Val \| Real Sociedad \| + 1h 35' 38" \| \| 10. \| Santiago Aseguinolaza \| Tolosa FBC \| + 2h 02' 25" \| |                       |                        |              |
| 1. | Teodoro Monteys       | Unió Sportiva de Sans  | 23h 08' 38"  |
| 2. | Miguel Mucio          | Unió Esportiva de Sans | + 4' 39"     |
| 3. | Jaime Janer           | Unió Sportiva de Sans  | + 19' 13"    |
| 4. | Lucas Jauregui        | Tolosa FBC             | + 38' 17"    |
| 5. | Domingo Gutiérrez     | Athletic Club          | + 44' 32"    |
| 6. | Segundo Barruetabeña  | Arenas Club            | + 51' 40"    |
| 7. | Ricardo Montero       | Real Unión de Irún     | + 1h 15' 11" |
| 8. | Manuel Fernández      | Independiente          | + 1h 32' 24" |
| 9. | Demetrio Del Val      | Real Sociedad          | + 1h 35' 38" |
| 10. | Santiago Aseguinolaza | Tolosa FBC             | + 2h 02' 25" |